# Parastasia sulcipennis
Parastasia sulcipennis är en skalbaggsart som beskrevs av Raffaello Gestro 1888. Parastasia sulcipennis ingår i släktet Parastasia och familjen Rutelidae. Inga underarter finns listade i Catalogue of Life.